# La Libertad (Escárcega)
La Libertad es una localidad del estado mexicano de Campeche. Es parte del municipio de Escárcega.

## Demografía
| Gráfica de evolución demográfica |
|                                  |

| Censo | Población |
| ----- | --------- |
| 1950  | 9         |
| 1960  | 30        |
| 1970  | 581       |
| 1980  | 615       |
| 1990  | 1 154     |
| 2000  | 1 336     |
| 2010  | 1 462     |
| 2020  | 1 469     |